# Cechenena viridula
Cechenena viridula är en fjärilsart som beskrevs av Felix Bryk 1944. Cechenena viridula ingår i släktet Cechenena och familjen svärmare. Inga underarter finns listade i Catalogue of Life.